# Vela ai Giochi della XXXI Olimpiade - 49er maschile
Le gare di vela della classe 49er maschile dei Giochi della XXXI Olimpiade si sono volte dal 12 al 18 agosto 2016 nella baia di Guanabara, con arrivo e partenza presso Marina da Glória.